# Louis-Marie-Céleste d'Aumont
Louis-Marie-Céleste, 8e duc d'Aumont, duc de Villequier et de Piennes (7 septembre 1762 - 9 juillet 1831), est un militaire et homme politique français.
Il est à l'origine de l'appellation « à la Daumont » pour désigner un type d'attelage hippomobile, généralement un véhicule tiré par quatre chevaux et dirigé par deux postillons montés. 

## Biographie
Issu de la Maison d'Aumont, il est le fils de Louis-Alexandre-Céleste d'Aumont, 7e duc d'Aumont, et de sa première épouse, Félicité Louise Le Tellier de Courtanvaux.  
Il porte d'abord le titre de duc de Piennes (à brevet) puis, à la mort de son père, en 1814, il devient le 8e duc d'Aumont et pair de France héréditaire. 
Il commence à servir en 1774 comme sous-lieutenant au régiment du Roi. 
En 1785, il est premier gentilhomme de la chambre du Roi Louis XVI et en 1787, il est colonel en second du régiment de Durfort-dragons. 
il est colonel attaché au régiment des chasseurs de Franche-Comté, ci-devant Durfort. 
Il est élu député suppléant de la noblesse de Paris aux États généraux de 1789, mais n'est pas appelé à siéger, contrairement à son beau-père. 
Blessé à la défense du palais des Tuileries le 28 février 1791, il émigre avec son père, et passe en Espagne où il sert comme colonel du régiment des volontaires d'Espagne jusqu'en 1797, 
En 1798, il rejoint Louis XVIII à Mitau. Il séjourne ensuite en Suède, avant de servir en Poméranie.
En 1809, il rejoint Louis XVIII à Hartwell House, au Royaume-Uni.
C'est durant son séjour en Angleterre qu'il remarque un type d'attelage particulier dans les rues de Londres : il y avait quatre chevaux, et ils étaient dirigés par des postillons montés et non par des cochers. Si on prend également en compte le fait que ce type d'attelage existait déjà en Angleterre et qu'il était souvent utilisé pour les cortèges des impératrices des français Joséphine et Marie-Louise durant l'Empire, le duc d'Aumont n'est pas à l'origine de ce type d'attelage.
A son retour en France, lors de la Restauration, il introduit (ou plutôt popularise) l'attelage « à la d'Aumont », ce qui donnera « à la Daumont » par déformation, et restera associé à son nom. 
Au début des Cent jours, il est nommé commissaire royal en Normandie, où il maintient l'ordre avant de se retirer à Jersey. Il regagne la France à l'été 1815 et redevient premier gentilhomme de la Chambre du Roi jusqu'à la révolution de 1830.
Il est admis à siéger à la Chambre des pairs en 1815, après la mort de son père, le 7e duc d'Aumont, en 1814.
Après la Révolution de juillet 1830, il prête serment à la Monarchie de juillet et continue à siéger à la Chambre des pairs jusqu'à sa mort, l'année suivante .

### Distinctions
- - chevalier des ordres du Roi (1820)

### Mariages et descendance
Il épouse :
1. à Paris, paroisse Saint Sulpice, le 6 août 1781 Mélanie Charlotte de Rochechouart (14 octobre 1765 -  23 avril 1790), fille d'Aimery Louis Roger de Rochechouart, comte de Faudoas, maréchal de camps, député de la Noblesse de Paris aux Etats-généraux de 1789, et de Marie Mélanie Henriette de Barberie de Courteilles ;
2. dans la chapelle du château de Segrez, à Saint Sulpice de Favières, le 24 mars 1791, Françoise Pauline Fortunée de Chauvigny de Blot (ca 1761 - Paris, 27 août 1829). Elle était veuve d'Antoine Gabriel de Bernard de Montessus de Rully, colonel du régiment de Maine. Mariage célébré par Alexandre Henri de Chauvigny de Blot, évêque de Lambez.

Dont, du premier mariage :
- Louis Antoine Ernest d'Aumont (1782-1805) ;
- Adolphe Henri Aimery d'Aumont, 9e duc d'Aumont (1785-1848), marié en 1808 avec Albertine Chertemps de Seuil (1786-1858), dont postérité[5].